# シスターズ (テレビドラマ)
『シスターズ』（朝: 작은 아씨들）は、韓国のtvNで2022年9月3日から同年10月9日まで放送されていたテレビドラマ。日本では、動画配信サービスのNetflixで配信されている。

## ストーリー
貧しいが仲睦まじく育った三姉妹は、お金のためにプライドが傷つく経験が少なくなかった。そんな彼女たちは、700億ウォンの謎の大金を手に入れたことで事件に巻き込まれ、やがて韓国で最も裕福な有力一族に立ち向かうことになる。

## 着想・韓国語タイトルに込められた意味
脚本家のチョン・ソギョンが、ルイーザ・メイ・オルコットの『若草物語』（原題：Little Women）に着想を得て、主人公のマーチ姉妹が現代韓国に生きていたら、という問いかけから着想した作品である。原題は『Little Women』の韓国語訳と同タイトル。チョン・ソギョンは、「小説『若草物語』は少女たちにとっては魂の本であり、貧困に対する話だ。私は、この姉妹たちを現代の韓国社会に連れてきてみたかった」「すべての場所と時代で貧しかった少女たちに対する連帯感を込め、また小説に対する尊敬と感謝を込めて、あえて題名を『若草物語』にしたかった。世の中の多くの少女の話に、私たちの話も加えたかった」と、韓国語タイトルに込めた意味を語っている。

## 企画意図
激しい競争と貧富の二極化が進み、多くの人が不満を抱える現代。チョン・ソギョンは、そんなお金に関する話があふれる現代社会において、「そのような社会の魂はどんな姿だろうか」「お金に対する私たちの欲望はどこから来たのか」「お金はあなたの魂にどんな意味があるのか」を聞きたかったと、作品の企画意図を説明している。また10代～30代前半までの「若者たち」を書きたかったと語っている。

## 登場人物

### 主要人物
オ・インジュ：演 - キム・ゴウン
長女。妹たちのために家長のように生きる、地に足のついた現実的な人物。短大卒であることから、職場で邪険にされている。お金で家族を守りたいと考える。
オ・インギョン：演 - ナム・ジヒョン
次女。正直者で直情的な性格。気骨のある記者だが、アルコール依存症を患っている。お金に魂を売りたくないと考える。

オ・イネ：演 - パク・ジフ
三女。実力で美術の名門高校に入った天才肌。姉たちの愛と期待を重く感じ、自分の力で生きようと奮闘する。

チェ・ドイル：演 - ウィ・ハジュン
ロンドンから来たエリートコンサルタント。お金を最も神聖なものと信じる。

### インギョンの周辺人物
ハ・ジョンホ：演 - カン・フン
インギョンの幼馴染。アメリカに留学していたが、病気で韓国に帰国。突然、インギョンと再会。

チョ・ワンギュ：演 - チョ・スンヨン
OBN社会部部長。インギョンの熱心さに信頼し、協力している。

チャン・マリ：演 - コン・ミンジョン
インギョンの先輩記者。インギョンに心配するフリをして、毛嫌いしている。

### インジュとインギョンの家族
オ・ヘソク：演 - キム・ミスク
インジュとインギョンの父方の大叔母。大富豪ではあるが、金銭問題に関わると冷酷になる。

アン・ヒヨン：演 - パク・ジヨン（特別出演）
インジュとインギョンの母親。家族を捨てた夫に代わり、娘達を育ててきた。しかし、娘達のことに無関心。

### ウォルリョングループ
ウォン・サンア：演 - オム・ジウォン
ジェサンの妻。ウォルリョン美術館館長。ミスコリア出身。ヒョリンのことをきっかけに、イネやインジュ達と交流する。

パク・ジェサン：演 - オム・ギジュン
かつては貧しい鉱夫だったが、運転手と弁護士を経て、パク・ジェサン財団理事長に就いた。現在はソウル市長選を控えている。

パク・ヒョリン：演 - チョン・チェウン
サンアとジェサンの娘。イネの親友。

## 放送日程
| 放送話 | 韓国放送日    | 韓国視聴率 | 韓国視聴率 | 放送話     | 韓国放送日    | 韓国視聴率 | 韓国視聴率 |
| 放送話 | 韓国放送日    | 全国       | 首都圏     | 放送話     | 韓国放送日    | 全国       | 首都圏     |
| ------ | ------------- | ---------- | ---------- | ---------- | ------------- | ---------- | ---------- |
| 第1話  | 2022年9月3日  | 6.395%     | 6.931%     | 第8話      | 2022年9月25日 | 8.676%     | 9.710%     |
| 第2話  | 2022年9月4日  | 7.747%     | 8.519%     | 第9話      | 2022年10月1日 | 7.346%     | 8.935%     |
| 第3話  | 2022年9月10日 | 5.587%     | 6.110%     | 第10話     | 2022年10月2日 | 9.701%     | 11.278%    |
| 第4話  | 2022年9月11日 | 7.256%     | 8.315%     | 第11話     | 2022年10月8日 | 7.707%     | 8.931%     |
| 第5話  | 2022年9月17日 | 7.038%     | 8.072%     | 第12話     | 2022年10月9日 | 11.105%    | 11.968%    |
| 第6話  | 2022年9月18日 | 8.338%     | 8.898%     |            |               |            |            |
| 第7話  | 2022年9月24日 | 6.014%     | 7.033%     | 視聴率平均 | 視聴率平均    | 7.743%     | 8.725%     |

## 批判
韓国国外では動画配信サービスのNetflixにて公開しているが、本シリーズの第3話と第8話において、出演者がベトナム戦争について言及している場面がメディア・映画の関連法に違反している疑いがあるとして、ベトナム政府が同国内での配信停止を要請していることが2022年10月に報じられた。これを受けて、Netflixは同月6日にベトナム国内での本作品の配信を停止した。また、制作社のスタジオドラゴンも同月7日に「今後のコンテンツ制作において、社会的、文化的感受性を考慮して、より一層注意を払う」との謝罪コメントを発表した。